# مايكل باتريك جان
مايكل باتريك جان (بالإنجليزية: Michael Patrick Jann)‏ هو كاتب سيناريو ومخرج وممثل أمريكي، ولد في 15 مايو 1970 بألباني في الولايات المتحدة.

## أعمال

### مسلسلات
- وكالة ديرك جينتلي للتحقيقات الشمولية

## وصلات خارجية
- مايكل باتريك جان على موقع IMDb (الإنجليزية)
- مايكل باتريك جان على موقع ألو سيني (الفرنسية)
- مايكل باتريك جان على موقع ميوزك برينز (الإنجليزية)
- مايكل باتريك جان على موقع أول موفي (الإنجليزية)
- مايكل باتريك جان على موقع قاعدة بيانات الأفلام السويدية (السويدية)
- مايكل باتريك جان على موقع إن إن دي بي (الإنجليزية)
- مايكل باتريك جان على موقع قاعدة بيانات الفيلم (الإنجليزية)
- مايكل باتريك جان على موقع كينوبويسك (الروسية)